# Carolina Cuevas
María Carolina Cuevas Merino (Santiago, 26 de febrero de 1966) es una ingeniera comercial y política chilena, militante de Renovación Nacional (RN). Ejerció como subsecretaria de la Mujer y la Equidad de Género bajo el segundo mandato de Sebastián Piñera desde marzo de 2018 hasta enero de 2021. Entre marzo y mayo de 2020 se desempeñó como ministra de la Mujer y la Equidad de Género de Chile en calidad de subrogante (s).

## Estudios y carrera profesional
Se tituló de ingeniera comercial por la Universidad de Chile, y luego cursó un magíster en dirección y desarrollo de servicios en la Universidad Adolfo Ibáñez (UAI). Ha ejercido cargos ejecutivos en varias empresas de servicios financieros. Fue evaluadora del Modelo Chileno de Gestión de Excelencia.
Ejerció como investigadora en el Centro de Experiencias y Servicios en la Escuela de Negocios (CES UAI), y como profesora invitada del Centro de Desarrollo Corporativo, ambas de la UAI.
Fue vicepresidenta del directorio de Mujeres en Alta Dirección (RedMad), una corporación sin fines de lucro que busca aportar valor a organizaciones públicas y privadas, a través de la incorporación de talento femenino en la Alta Dirección. También fue directora de la Fundación Hogar Esperanza. Actualmente es parte del directorio de Acción Empresas.

## Trayectoria política
Militante fundadora de Renovación Nacional (RN), suscribió la escritura que dio origen a dicho partido.
Integró la primera directiva nacional de la Juventud de Renovación Nacional (JRN). Fue elegida, con primera mayoría, como delegada al Centro de Estudiantes de la Facultad de Economía, en las primeras elecciones directas de la Universidad de Chile. Posteriormente, fue parte de la primera directiva RN electa del distrito N° 21 (Ñuñoa, Providencia), integrando la lista encabezada por Francisco Bulnes Sanfuentes.
Designada por la directiva de la JRN, participó en la campaña senatorial de Sergio Onofre Jarpa. Fue parte de los comandos de las candidaturas a diputados de Alberto Espina y Andrés Allamand. Participó asimismo en el comando de la campaña senatorial del candidato de su partido, Sebastián Piñera (1989) y conformó el equipo programático de la campaña presidencial de 2017 de Piñera, desde la "Comisión Mujer".
El 11 de marzo de 2018 fue designada por el presidente Sebastián Piñera como subsecretaria de la Mujer y la Equidad de Género. Entre el 13 de marzo y el 6 de mayo de 2020 ocupó interinamente el cargo de ministra de la Mujer y la Equidad de Género. Dejó el cargo de subsecretaria de la Mujer, luego de ser designada como presidenta del Consejo Nacional de Televisión (CNTV), el 21 de enero de 2021.